# Tuntenhaus (Berlin)

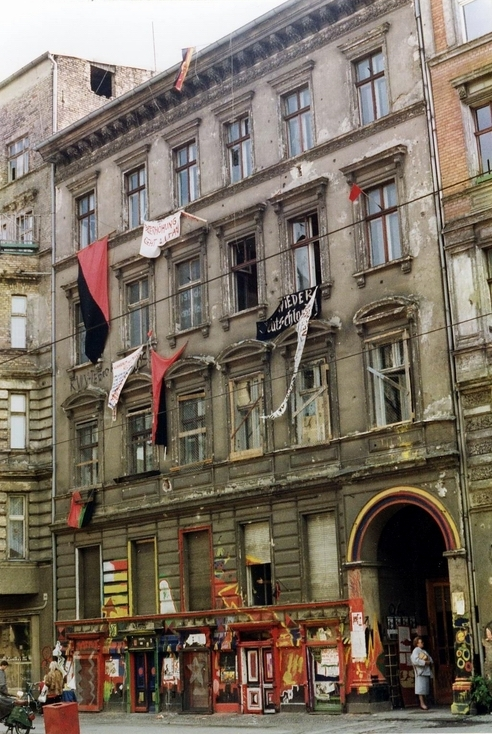
Das Haus Kastanienallee 86
im Juni 1990

Das Tuntenhaus im Berliner Ortsteil Prenzlauer Berg ist ein Wohnprojekt von Homosexuellen. Es ist Teil des ehemals besetzten Hauses Kastanienallee 86.

## Geschichte

### Bülowstraße

1. Tuntenhaus, Bülowstraße 55 (1981–1983), Zustand 2022

Das erste Tuntenhaus in Berlin wurde am 12. Februar 1981 durch Besetzung Bülowstraße 55 im Ortsteil Schöneberg gegründet. Es wurde hauptsächlich, aber nicht ausschließlich von homosexuellen Männern in Wohngemeinschaften bewohnt, nachdem es in Eigenarbeit renoviert und ausgebaut worden war. Nach dem Wahlsieg der CDU und der Räumung einiger besetzter Häuser am 22. September 1981, bei denen Senator Heinrich Lummer persönlich besetzte Häuser inspizierte und der Hausbesetzer Klaus-Jürgen Rattay starb, war klar, dass nur wenige der zwischenzeitlich 165 besetzten Häuser legalisiert würden. Im Dezember 1983 wurde schließlich das Haus geräumt und kurz darauf teilweise abgerissen.

### Mainzer Straße
Das Tuntenhaus Forellenhof wurde am 1. Mai 1990 in der Mainzer Straße 4 im Ortsteil Friedrichshain von homosexuellen West-Berlinern besetzt. Es war damit eins der ersten besetzten Häuser in der Mainzer Straße. Nachdem das Haus mit Unterstützung durch die schwule Szene in Berlin in Eigenarbeit renoviert worden war, wohnten schließlich rund 30 homosexuelle Männer dort. Einblick in das damalige Haus-Leben gibt die Dokumentation Battle of Tuntenhaus der US-amerikanischen Regisseurin Juliet Bashore. Im November 1990 wurde das Haus – wie der Rest der Mainzer Straße – nach heftigen Straßenschlachten zwischen der Polizei und Autonomen geräumt. (siehe: Räumung der Mainzer Straße) Über das Leben ehemaliger Bewohner nach der Räumung berichtet Bashores Dokumentation Tuntenhaus-Update.

### Kastanienallee
Ein Großteil der Bewohner zog nach der Räumung in das Hinterhaus der besetzten Kastanienallee 86 im Ortsteil Prenzlauer Berg. Heute befindet sich dort das dritte Berliner Tuntenhaus, das zusammen mit dem Vorderhaus ein alternatives Wohnprojekt bildet. Wie schon beim Einzug absehbar war, wurden die Wohnverhältnisse in der Kastanienallee 86 schnell legalisiert. Im Gegensatz zum Projekt in der Mainzer Straße war das Nachfolgeprojekt in der Kastanienallee weniger politisch ausgerichtet. Dennoch beteiligten sich viele Bewohner an politischen Initiativen wie z. B. der Schwulen Antifa, der Zeitschrift Tuntentinte und der Kneipe h-bar. Großen Zulauf findet auch das jährlich stattfindende Hoffest.
Das Haus war in der DDR von der Kommunalen Wohnungsverwaltung entmietet worden und wurde nach der politischen Wende und langjährigem Leerstand besetzt. Kurz darauf wurden mit der mittlerweile für das Gebäude zuständigen Wohnungsbaugesellschaft Prenzlauer Berg (heute: Gewobag) Mietverträge abgeschlossen.

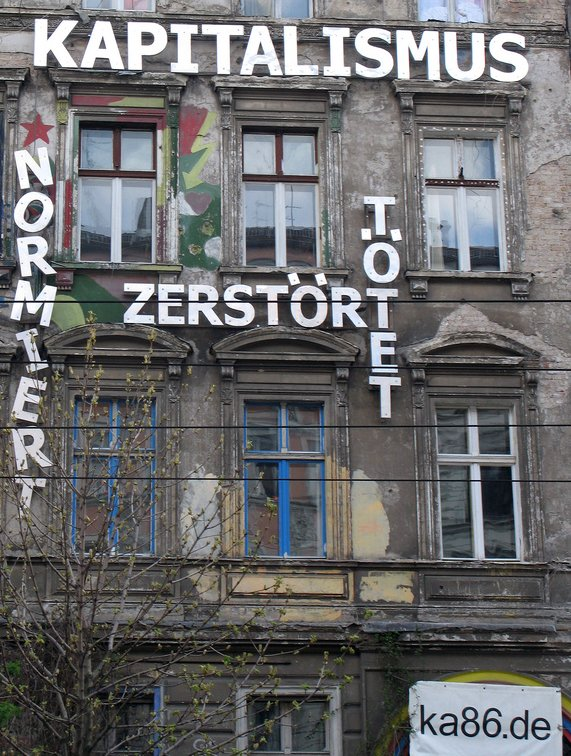
Schriftzug an der Hausfassade

Im Rahmen der Rückübertragung ging das Haus 1999 an einen Steuerberater aus Düsseldorf über, der es 2004 an die Kastanienallee 86 GbR verkaufte.
Während sich das Tuntenhaus im hinteren Flügel ansiedelte, entstanden im Vorderhaus neben den Wohnräumen unter anderem Projekte wie die nichtkommerzielle Galerie Walden, eine Lebensmittelverteilerstelle, ähnlich der Tafel, sowie ein Leih- und Umsonstladen.
Das Haus gilt als eine der letzten Einrichtungen, die bisher nicht von der Gentrifizierung der Kastanienallee betroffen waren. Nach dem Verkauf im Jahr 2004 an die Kastanienallee 86 GBR, beabsichtigen die drei neuen Eigentümer Brauner, Witte und Schlothauer jedoch, das Haus zu sanieren. Zunächst sollen die Dachböden, auf denen sich momentan die Gemeinschaftsbäder befinden, ausgebaut werden und sowohl neuen Mietern als auch einem der Eigentümer selber modernen Wohnraum bieten. Gegen die damit verbundenen Mietpreiserhöhungen und veränderten Lebensbedingungen protestierten die Bewohner der Kastanienallee 86 unter anderem mit mehreren Kundgebungen und machten zudem mit der Leuchtschrift Kapitalismus normiert, zerstört, tötet auf der Fassade des Vorderhauses auf das Problem aufmerksam.
Im März 2024 wurde bekannt, dass es einen Kaufvertrag für das Tuntenhaus geben soll. Bewohner und Unterstützer forderten den Bezirk Pankow auf, sein Vorkaufsrecht zu nutzen, um das Haus zu erhalten. Im Mai 2024 nahm der Bezirk Pankow das Vorkaufsrecht in Anspruch. Das Haus wurde in dem Rahmen an die gemeinnützige Stiftung Edith Maryon verkauft, die sich für den langfristigen Erhalt preiswerter Wohnungen einsetzt. Das Haus wird zunächst von der Mietergenossenschaft "Selbstbau e.G." saniert. Diese übernimmt es nach Abschluss der Instandsetzungsmaßnahmen als Erbbaurechtsnehmer. Das Grundstück bleibt Eigentum der Stiftung Edith Maryon.

## Ähnliche Projekte
Unter der Bezeichnung Tuntenhaus existierten bisher mehrere ähnliche Einrichtungen. Projekte wie das Bremer Tuntenhaus, das DerDieDas Tuntenhaus in Bern oder das schwul-lesbische Tantenhaus in Genf existieren heute allerdings nicht mehr. Es entstanden aber in den letzten Jahren in Europa mehrere Hausbesetzungen von mehrheitlich homosexuellen Männern oder Frauen, Bauwagenplätze und Wohnprojekte wie der Kanal, die zum Teil noch heute existieren.

## Filme
- Juliet Bashore: The Battle of Tuntenhaus. Zweiteiliger Dokumentarfilm (1991 und 1993), 46 Minuten.